# Adolf von Randow

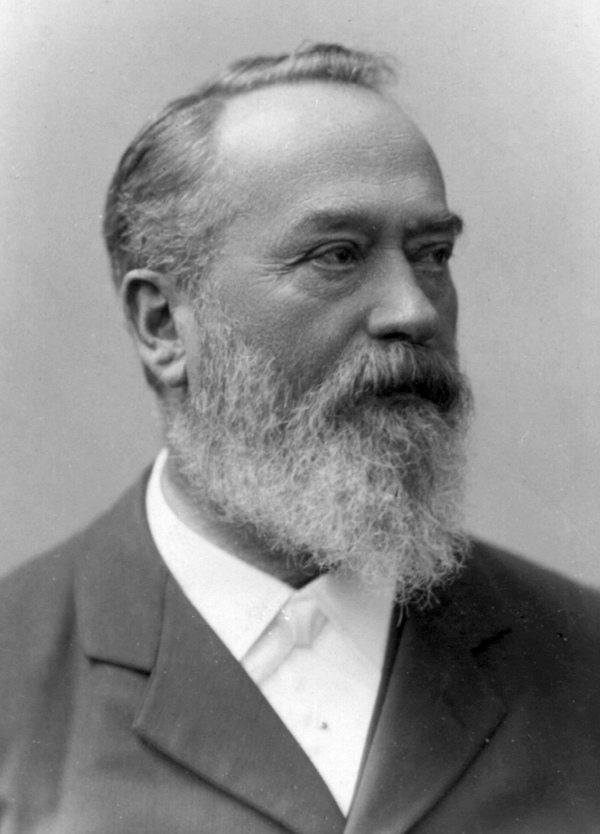
Adolf von Randow

Eduard Adolf von Randow (* 15. August 1828 in Schweidnitz, Provinz Schlesien; † 9. März 1911) war ein deutscher Bildhauer, Bankier und Mitglied des Landtages der Rheinprovinz.

## Leben

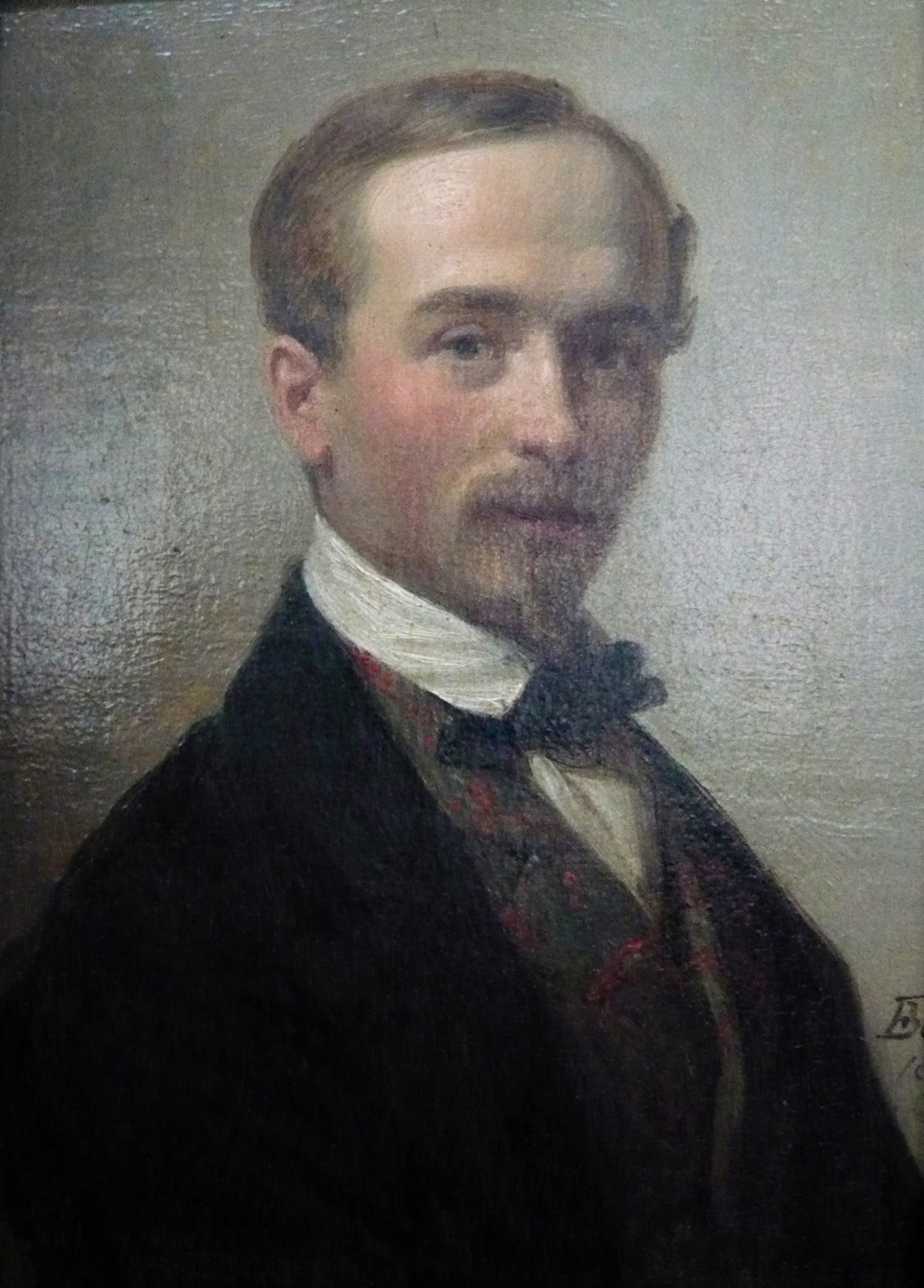
Adolf von Randow als junger Künstler, Porträt von Friedrich Boser

Eduard Adolf von Randow verspürte schon früh den Drang Künstler zu werden und ließ sich zum Bildhauer ausbilden. Mit 23 Jahren ging er 1851 nach Rom, wo er sich dem dort 1845 gegründeten Deutschen Künstlerverein anschloss. Dort lernte er 1854 die damals 16-jährige Elisabeth von Beckerath kennen, die Tochter des Bankiers und Kommerzienrats Hermann von Beckerath, die er in Krefeld am 19. Mai 1857 heiratete. Die Zustimmung des Vaters erkaufte er sich dadurch, dass er sich zum Kaufmann und Bankier ausbilden ließ.
Randow wurde 1861 neben seinem Schwiegervater persönlich haftender Gesellschafter des Bankhauses von Beckerath-Heilmann. Nach dem Tode des Schwiegervaters führten Adolf und sein Mitgesellschafter, der Bankier Gustav Heilmann die Geschäfte weiter. Der Zusammenbruch einer Firma in Oberhausen, die bei von Beckerath-Heilmann einen größeren Kredit aufgenommen hatte, führte am 8. August 1901 zur Liquidation des Bankhauses.
Adolf von Randow war ein geachteter Bürger Krefelds. Er war von 1868 bis 1880 zunächst Ergänzungsrichter, dann Richter am Handelsgericht Krefeld. 1895/96 war er Stellvertretender Vorsitzender der Krefelder Handelskammer, 1883 Mitbegründer und Vorstandsmitglied des Krefelder Museumsvereins und von 1888 an dessen Schatzmeister und schließlich Ehrenmitglied. Er gehörte dem Kuratorium des Kaiser-Wilhelm-Museums an und war Mitglied im Krefelder „Kränzchen für Höheres“.